# 팰컨 9 블록 5
팰컨 9 v1.2 블록 5(Falcon 9 Block 5)는 미국 스페이스X가 개발한 팰컨 9 시리즈의 최종 완성형 모델이다. Falcon 9 Full Thrust 또는 Falcon 9 v1.2는 블록 3부터 블록 5까지 있는데, 최종 버전이다.

## 역사
팰컨 9의 초기 모델을 개발한 지 8년 만에 Falcon 9 Full Thrust 블록 5가 완성되었다.
2018년 5월 11일, 최초 발사했다.
기존의 팰컨 9는 1단 로켓이 다시 발사대로 돌아와 재사용이 가능했지만, 매번 분해 정비를 하여, 부품을 일부 교체해야 했다. 블록5는 여객기 처럼, 간단한 정비 점검만 하고는 10회까지 다시 발사할 수 있다. 10회 이후에는 분해 정비를 하여 일부 부품을 교체해 줘야한다. 그렇게 100회를 재사용할 수 있다. 재사용 우주 발사체는 소모성 우주 발사체에 비해 10배 발사비용을 줄일 수 있다.
2018년 8월 7일, 오전 1시 18분 플로리다주 케이프 커내버럴 공군기지에서 블록5의 최초 재활용 발사에 성공했다. 회수된 지 3개월이 지나서였다. 원래 10회 발사하고 분해 정비이지만, 이번에는 첫 시도라서 분해 정비를 하고 재발사했다.
2020년 9월 2일, B1048이 6회 재발사에 성공했다.

## 같이 보기
- 팰컨 9
- 스타쉽(로켓)
- KSLV-III 중궤도 정지궤도 발사체 - 2030년 한국이 발사할 우주발사체
- 크루 드래곤 데모 2